# Slaget vid Loos
Slaget vid Loos (25-28 september 1915) var ett slag mellan brittiska och tyska trupper på västfronten under första världskriget. Striden slutade med att britterna drog sig tillbaka.
De brittiska anfallen inleddes med en klorgasattack, men gasen låg kvar på slagfältet och var snarare ett hinder än till hjälp för britterna. Det brittiska infanteriet marscherade i räta linjer mot de tyska kulsprutorna och mejades ned i hundratal. De som överlevde fann, när de kom fram till tyskarnas skyttegravar, oförstörd taggtråd och tvingades vända om. Tyskarna kände medlidande med dem och sköt inte på dem som retirerade. Britterna fortsatte anfallen men slaget var helt meningslöst och inga markvinningar gjordes.
Slaget finns beskrivet i boken Goodbye to All That av Robert Graves.